# Virus (film japonez din 1980)
Virus (復活の日 Fukkatsu no hi?)  este un film științifico-fantastic cu dezastre postapocaliptic japonez din 1980 regizat de Kinji Fukasaku după un scenariu de  David Koepp și Robert Towne. În rolurile principale au interpretat actorii Masao Kusakari, Sonny Chiba, George Kennedy, Robert Vaughn, Chuck Connors, Olivia Hussey, Edward James Olmos, Glenn Ford și Henry Silva.
A fost produs și distribuit de studiourile Toho. Coloana sonoră este compusă de Teo Macero.  La premiera sa, a fost cel mai scump film japonez care a fost produs vreodată.
Este bazat pe romanul omonim din 1964 al lui Sakyo Komatsu.

## Rezumat
Cursa înarmărilor și lupta serviciilor de informații au ca rezultat eliberarea accidentala a unui nou virus mortal care începe să se răspândească pe planetă cu o viteză teribilă, ucigând toată viața din calea sa. Nu există antidot - se știe doar că virusul nu rezistă la temperaturi scăzute. Dar timpul este pierdut - o pandemie ucide toată omenirea în câteva luni. 
Până în toamna anului 1982, doar 863 de oameni au supraviețuit: aceștia sunt exploratorii polari din stațiile împrăștiate din Antarctica.
Federația Antarctică este creată, dezacordurile și conflictele anterioare sunt depășite, supraviețuitorii încep un mod nou de viață. Și apoi apare o nouă amenințare asupra rămășițelor umanității - armele superputerilor militare au supraviețuit celor pe care ar fi trebuit să le servească mult timp și sunt gata să distrugă ultimul loc de pe Pământ în care mai trăiesc oamenii.

## Distribuție
Au interpretat actorii:
- Masao Kusakari - Dr. Shûzô Yoshizumi[7]
- Tsunehiko Watase - Yasuo Tatsuno
- Sonny Chiba - Dr. Yamauchi[8]
- Kensaku Morita - Ryûji Sanazawa
- Toshiyuki Nagashima - Akimasa Matsuo
- Glenn Ford - President Richardson
- George Kennedy - Admiral Conway[7]
- Robert Vaughn - Senator Barkley[9]
- Chuck Connors - Captain McCloud[10]
- Bo Svenson - Major Carter[7]
- Olivia Hussey - Marit
- Henry Silva - General Garland
- Isao Natsuyagi - Commander Nakanishi
- Stephanie Faulkner - Sarah Baker
- Stuart Gillard - Dr. Edward Meyer
- Cec Linder - Dr. Latour
- George Touliatos - Colonel Rankin
- Chris Wiggins - Dr. Borodinov
- Edward James Olmos - Captain Lopez
- Colin Fox - Agent Z
- Ken Pogue - Dr. Krause
- Alberta Watson - Litha